# Amschel Mayer Rothschild
Amschel Mayer von Rothschild (ur. 12 czerwca 1773 we Frankfurcie nad Menem, zm. 6 grudnia 1855 tamże) – niemiecki bankier żydowskiego pochodzenia, członek finansowej dynastii Rothschildów. Był drugim dzieckiem i najstarszym synem barona Mayera Amschela von Rothschilda (1744–1812), założyciela dynastii i Gutlé (z domu Schnapper) Rothschild (1753–1849). 
Został mianowany przez swego ojca kierownikiem rodzinnych interesów we Frankfurcie nad Menem, a jego bracia zostali wysłani dla utworzenia domów bankowych w Paryżu, Londynie, Neapolu i Wiedniu. Został nobilitowany w 1817 r., przyjmując nazwisko Amschel Mayer von Rothschild, a w 1822 r. cesarz Austrii Franciszek II uczynił go baronem Rzeszy (Reichsfreiherr).

## Literatura dodatkowa
- Georg Heuberger: Die Rothschilds. Eine europäische Familie. Sigmaringen: Jan Thorbecke Verlag, 1995. ISBN 3-7995-1201-2. (niem.). Brak numerów stron w książce
- Georg Heuberger: Die Rothschilds. Beiträge zur Geschichte einer europäischen Familie. Sigmaringen: Jan Thorbecke Verlag, 1995. ISBN 3-7995-1202-0. (niem.). Brak numerów stron w książce